# Christina Meier-Höck
Christina Meier-Höck, nemška alpska smučarka, * 20. februar 1966, Rottach-Egern.
Nastopila je na treh olimpijskih igrah, najboljšo uvrstitev je dosegla leta 1988 s petim mestom v veleslalomu. Na Svetovnem prvenstvu 1987 je bila v kombinaciji dvanajsta. V svetovnem pokalu je tekmovala devet sezon med letoma 1986 in 1995 ter dosegla dve zmagi in še eno uvrstitev na stopničke, vse v veleslalomu. V skupnem seštevku svetovnega pokala je bila najvišje na 22. mestu leta 1988, ko je bila tudi sedma v veleslalomskem seštevku.